# Jewelz
Albums de O.C.
Word...Life
(1994) Bon Appetit
(2001)
Singles
1. Far From Yours
Sortie : 28 juillet 1997
2. Can't Go Wrong
Sortie : 16 décembre 1997

Jewelz est le deuxième album studio d'O.C., sorti le 19 août 1997.
L'album s'est classé 16e au Top R&B/Hip-Hop Albums et 90e au Billboard 200.
Le disque a été commercialisé en différentes couleurs de la palette des pierres précieuses pour illustrer le titre de l'opus, Jewelz, qui peut être traduit par « gemme » ou « bijou ».

## Liste des titres
| No  | Titre                                                              | Contient un (des) sample(s) de | Durée |
| --- | ------------------------------------------------------------------ | --- | ----- |
| 1.  | Intro                                                              | Anna de Lucio Battisti | 0:36  |
| 2.  | My World (Produit par DJ Premier)                                  | Killer's Lullaby de Barry White Theme D'Amour d'Ennio Morricone | 4:16  |
| 3.  | War Games (featuring Organized Konfusion – Produit par DJ Premier) | It's My Thing de Marva Whitney | 3:30  |
| 4.  | Can't Go Wrong (Produit par DJ Ogee)                               | American Tango de Weather Report Funny How Time Flies d'Intro | 3:46  |
| 5.  | The Choosen One (Produit par Buckwild)                             | White Clouds d'Hiroshi Fukumura et Sadao Watanabe | 4:35  |
| 6.  | Dangerous (featuring Big L – Produit par Da Beatminerz)            | Daisy Lady de 7th Wonder Move the Crowd d'Eric B. & Rakim | 4:15  |
| 7.  | Win the G (featuring Bumpy Knuckles – Produit par DJ Premier)      | | 5:45  |
| 8.  | Far From Yours (featuring Yvette Michele – Produit par Buckwild)   | Tomorrow des Brothers Johnson Tomorrow (A Better You, Better Me) de Quincy Jones featuring Tevin Campbell To the Listeners d'Eric B. & Rakim I Don't Want to Do Wrong d'Esther Phillips | 4:58  |
| 9.  | Stronjay (Produit par Da Beatminerz)                               | | 5:06  |
| 10. | M.U.G. (featuring Freddie Foxxx – Produit par DJ Premier)          | The Saddest Thing of All de Michel Legrand | 3:21  |
| 11. | The Crow (Produit par Showbiz)                                     | Zen-Gun de Ryuichi Sakamoto | 4:27  |
| 12. | You and Yours (Produit par DJ Ogee)                                | A Garden of Peace de Lonnie Liston Smith | 4:22  |
| 13. | Hypocrite (Produit par Buckwild)                                   | Sensitize du Roy Ayers Ubiquity | 2:31  |
| 14. | It's Only Right (Produit par Da Beatminerz)                        | Do You Like It du B.T. Express | 3:54  |
| 15. | Jewelz (Produit par Lord Finesse)                                  | Changing Faces du J.J. Band I'll Take Time de John Kasandra | 5:56  |